# Cryptotis eckerlini
Cryptotis eckerlini — вид ссавців родини землерийкових. Це ендемік Серро-Кукуручо, на схід від Сьєрра-Мадре Гватемали, де він мешкає на висоті приблизно 2640 м над рівнем моря. Його довжина від голови до крупа становить 75 ± 2 мм, а хвіст становить 38 % довжини від голови до крупу. Його природне середовище існування — хмарні ліси. Його назвали на честь американського натураліста Ральфа П. Екерліна.